# Pronyssiformia
Pronyssiformia is een geslacht van kevers uit de familie van de loopkevers (Carabidae). De wetenschappelijke naam van het geslacht is voor het eerst geldig gepubliceerd in 1929 door W.Horn.

## Soorten
Het geslacht Pronyssiformia is monotypisch en omvat slechts de volgende soort:
- Pronyssiformia excoffieri (Fairmaire, 1897)